# اور (رود)
 اور رودی است که از نورماندی سرچشمه می‌گیرد و به سن می‌ریزد. این رود از کشور فرانسه می‌گذرد.